# 'ndrangheta
De 'ndrangheta (uitspr.: /ˈndraŋɡeta/) is een misdaadorganisatie die haar oorsprong vindt in het bergachtige Calabrië, in het zuiden van Italië. De structuur is decentraal, gebaseerd op familiebanden.
De 'ndrangheta heeft zich ontwikkeld uit criminele organisaties die opereerden in de provincie Reggio Calabria, maar heeft zich verbreid in de Calabrische provincies Vibo Valentia, Catanzaro, Crotone en Cosenza. Ze heeft wortel geschoten in de regio Lombardije en de rest van Italië, en ver daarbuiten. De 'ndrangheta is een van de machtigste criminele organisaties ter wereld en is internationaal groter dan de Cosa nostra.

## Etymologie
Het woord 'ndrangheta stamt waarschijnlijk uit het Grieks en betekent "het genootschap van moedige mannen" (van het Griekse woord andragathía voor heldendom en deugd). Hier verschillen de meningen echter over. Een andere betekenis zou kunnen zijn dat het een samentrekking is van de Oud-Griekse woorden andras (man) en agathos (goede). De betekenis van Ndrangheta zou hiermee dus 'Goede Mannen' worden.

## Geschiedenis
Het ontstaan van de 'ndrangheta begon rond 1860 in verschillende dorpen van de provincie Reggio Calabria. Een groep jonge Italianen, die zichzelf "de moedige mannen" noemden, werd toen uit Sicilië verbannen naar Calabrië. Vanaf 1950 breidde de organisatie zich uit over de gehele provincie, wat deels valt te wijten aan de afwezigheid van de staat in dit gebied en tegemoetkomingen van corrupte politici die zo stemmen konden winnen.
In de jaren zestig werden vooral drie bendes belangrijk: de familie Piromalli in de vlakte van Gioia Tauro, de familie Tripoio in Reggio Calabria en de familie Macrì in Locri.
In de jaren zeventig en tachtig zijn er twee grote oorlogen geweest. De eerste was het gevolg van een generatiekloof, waarbij de jongere generatie veranderingen wilde doorvoeren en de oudere generatie dat tegenhield. De tweede was het gevolg van meningsverschillen over het verkregen kapitaal. Er vielen respectievelijk 300 en 700 slachtoffers.

## Structuur

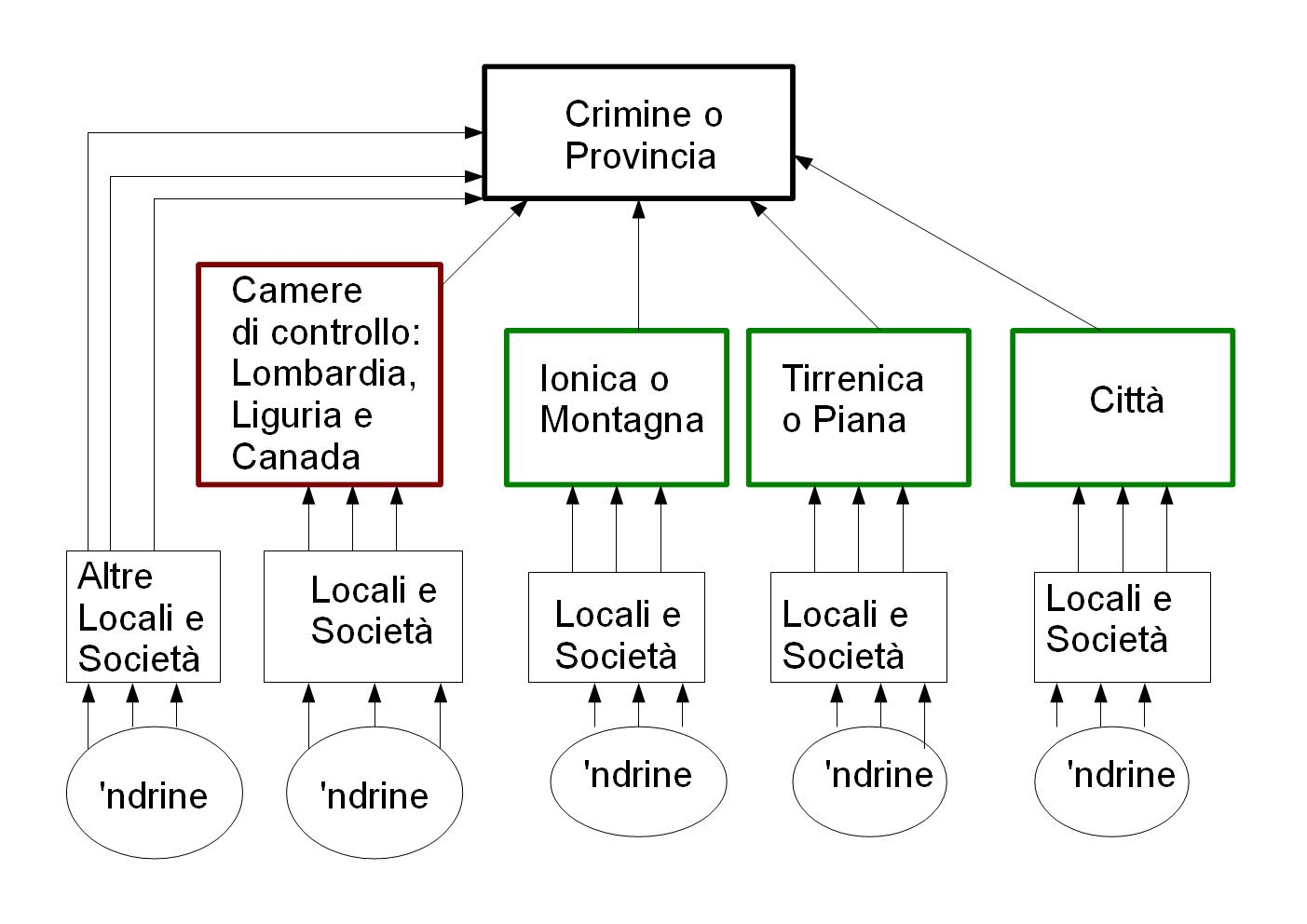
Structuur van de 'ndrangheta

De leden zijn onderling verbonden doordat ze verwant of aangetrouwd zijn, ze hebben een bloedband. Iedereen is dus lid van een bepaalde familie ('Ndrina). Er zijn in Calabrië meer dan 100 van deze 'Ndrine, die allemaal heersen over een dorpje of stadswijk, waarbij ze geruisloos alles onder controle hebben. Als er meerdere families in één dorp zijn, vormen zij samen een locale, waarvan het hoofd de capobastone wordt genoemd. Binnen de familie zijn er personen met meer en minder macht, wat allemaal vaststaat volgens bepaalde regels. Natuurlijk ben je lid van een familie door geboorte en word je op een bepaalde leeftijd ingewijd, door middel van rituelen en een eed voor het leven, maar je kunt ook bij een familie komen als je door de familie wordt geaccepteerd en ritueel wordt omgedoopt. Je wordt dan net als de rest een 'Ndranghetista, wat je je hele leven blijft. Door deze verbondenheid komen spijtoptanten (pentiti) in de organisatie weinig voor en dit maakt het moeilijk om de organisatie juridisch te vervolgen.
Ieder jaar is er een geheime reünie in het Santuario della Madonna di Polsi, waarbij alle hoofden van de families aanwezig zijn en waarbij de capo dei capi gekozen wordt, de U Zianu. Hij moet erop toezien dat alle tradities van de organisatie behouden blijven, maar zijn macht is beperkter dan het hoofd van de Cosa nostra. Elk jaar wordt er unaniem een nieuwe capo dei capi gekozen.
Tot voor kort werd aangenomen, dat de familieclans tamelijk autonoom opereerden. Tegenwoordig neemt justitie aan dat de 'ndrangheta even piramidaal is georganiseerd als andere maffiaorganisaties. Dit wordt echter niet door iedereen ondersteund: andere bronnen vermelden dat de structuur minder hiërarchisch is dan die van de Cosa nostra. Dit maakt dat de 'ndrangheta zich snel kan verspreiden: zo kan een familie of clan emigreren naar het buitenland en daar wortel schieten en breidt het netwerk zich uit.

## Economie
De economie binnen de 'ndrangheta maakt een snellere ontwikkeling door naarmate de staat minder aanwezig is. Oorspronkelijk hield de organisatie zich bezig met afpersing door het innen van beschermgeld (de pizzo). In de jaren zeventig van de 20e eeuw werden ook ontvoeringen toegevoegd aan de activiteitenlijst (meestal uit het noorden, waarbij de mensen verstopt werden in de bergen in het zuiden). De ontvoering van Paul Getty junior in 1973 was erg spraakmakend en gruwelijk. Van 2000 tot 2004 werden er 323 Calabrese ambtenaren bedreigd door de 'ndrangheta.
Tegenwoordig houdt de 'ndrangheta zich naast afpersing, ook vooral bezig met cocaïnehandel. Ze wordt als monopolist beschouwd op het gebied van de import vanuit Colombia naar Europa. Ook werken zij nauw samen met beruchte Mexicaanse drugskartels. Geschat wordt dat 70% via Spanje wordt ingevoerd, het overige via de haven van Rotterdam. Volgens de antimaffia-onderzoekscommissie had het "genootschap van eer" (onorata società) een omzet van ruim 22 miljard euro in 2004, wat ongeveer overeenkomt met 3% van het Italiaanse bruto nationaal product. Ook in de wapenhandel loopt de 'ndrangheta voorop, met een omzet van ruim 2 miljard euro. In 2010 wordt geschat dat dit bedrag is verdubbeld en anno 2017 wordt geschat dat dit bedrag zelfs boven de 70 miljard euro uitkomt, alhoewel het erg moeilijk is dit precies te berekenen. Dit maakt de 'ndrangheta een van de rijkste en machtigste criminele organisaties ter wereld.
De 'ndrangheta investeert haar geld (om het wit te wassen) in bouwprojecten in sterke economieën en daar waar het wat makkelijker is, zoals in Duitsland, Nederland, Canada en Australië en 'vervuilt' daarmee de economie. Ook wast zij geld wit door bouwprojecten in Italië op zich te nemen, maar daarbij wordt de bouw niet altijd afgerond, vandaar de vele onafgebouwde huizen in het Italiaanse landschap, met name in het zuiden.

## Dagelijks leven
De 'ndrangheta bouwen van hun geld in het (vaak arme) Italiaanse dorp een grote villa (op een heuvel). Zo kan het hele dorp zien waar de baas woont. Ook kan men zien hoe goed men het zal hebben, wanneer men zich aansluit bij de organisatie. Wanneer een dorpeling een probleem heeft (bijvoorbeeld werkloos is), gaat hij vaak eerder te rade bij een baas dan bij de gemeente of de overheid of een andere legale instantie. De grote werkloosheid wordt in stand gehouden door de corruptie en de overheid is extreem bureaucratisch. Wanneer de baas iemand een gunst verleent of een baantje bezorgt, staat de dorpeling bij hem in het krijt, zodat een wedergunst op elk willekeurig moment geïnd kan worden, zoals bijvoorbeeld wanneer er verkiezingen zijn.
Wanneer een baas moet onderduiken (wat vaak gebeurt), sluit hij zich op in een bunker: een ondergrondse ruimte, zonder ramen, met een bed, een keukentje en een tafel om te eten. Aan de muur hangen vaak afbeeldingen van Maria. Van hieruit geeft hij zijn bevelen en orders op kleine briefjes (pizzino). Sommigen verblijven hier een aantal jaren en van één man is bekend dat hij 43 jaar ondergronds heeft geleefd. Er is weinig luxe in deze armoedige bunkers en het strookt bepaald niet met het algemene beeld van een luxeleven.

## Afpersing
Loopjongens, vaak bekenden van het slachtoffer, collecteren de 'pizzo' (het protectiegeld) bij winkels, restaurants, bars en andere bedrijven. Het begint vaak met een zogenaamd beleefd en vriendelijk praatje tijdens een bezoekje aan de eigenaar van de winkel, bar of restaurant waarbij om een cadeautje van een paar honderd euro wordt gevraagd 'voor de familie', maar dit verandert vervolgens al gauw in een maandelijkse bijdrage, die kan oplopen tot duizenden euro's.
Wie niet betaalt kan represailles verwachten. Een schietpartij die eindigt in verwondingen of de dood, een bom in of voor de winkel of een 'subtielere' manier: de clan opent een winkel ernaast en biedt dezelfde goederen voor de helft van de prijs aan, waardoor iedereen zijn inkopen in de winkel ernaast gaat doen (dit kan door zelf het bedrag tot de werkelijke prijs aan te vullen) en de eigenaar uiteindelijk ook failliet gaat. Andere minder zichtbare mogelijkheden zijn om het de eigenaar moeilijk te maken, door op niveau van de overheid vertragingen (bijvoorbeeld bij vergunningen) of bij contact met banken blokkades op te werpen (en geen geld te verstrekken).
Op deze wijze wordt (in een groter kader) de economie ondermijnd, kan de clan haar macht behouden en blijft een grote groep in armoede leven. Zo blijven hele streken arm.

## Huidige situatie
De 'ndrangheta wordt gezien als de sterkste en gevaarlijkste misdaadorganisatie in Italië en de wereld. Na de bloedige strijd in de jaren 90 heeft de Siciliaanse Cosa nostra, vanouds de machtigste misdaadorganisatie in het land, aan macht ingeboet doordat veel leden opgepakt zijn. De 'ndrangheta heeft daardoor een monopoliepositie in de drugshandel kunnen opbouwen.
De 'ndrangheta heeft altijd nauwe samenwerkingsverbanden gehad met de andere maffiaclans, zoals de Cosa nostra, de Camorra (Napels) en de Sacra Corona Unita. Zij hielpen elkaar vooral met de drugssmokkel, maar ook met de handel in sigaretten en andere criminele activiteiten. Bij de samenwerking hadden beide partijen altijd een voordeel. De 'ndrangheta is nooit betrokken geweest in oorlogen tussen families van andere organisaties.
De 'ndrangheta heeft ook verbanden met de buitenlandse maffia, zoals de Colombiaanse maffia. De organisatie heeft zich inmiddels over de gehele wereld verspreid en weet onder andere via Nederland drugs te smokkelen.
Op 15 augustus 2007 werd er een aanslag gepleegd op de openbare weg vóór het restaurant Da Bruno in het Duitse Duisburg. Deze aanslag wordt ook wel de Strage di Ferragosto genoemd. Zes leden van de 'ndrangheta werden vermoord. De oorzaak was een vete tussen twee 'Ndrine in San Luca, die waarschijnlijk was begonnen toen leden van de ene clan op de kermis oliebollen gooiden naar de andere. De daders van de moorden doken onder in Nederland, waaronder in Diemen (zie hieronder: De 'ndrangheta in Nederland).
Op dinsdag 13 juli 2010 heeft de Italiaanse politie een grote actie ondernomen tegen de 'ndrangheta. Hierbij zijn 300 vooraanstaande leden opgepakt. Onder deze arrestanten was ook de onbetwiste leider Domenico Oppedisano. Naast arrestaties van personen werden er ook explosieven, wapens, drugs, geld en onroerende goederen ter waarde van 60 miljoen in beslag genomen. Aan de actie deden 300 politieagenten mee.
Op 19 oktober 2010 zijn zes leden van de 'ndrangheta opgepakt. Ze zouden een 35-jarige ex-vrouw van een van de verdachten vermoord hebben en daarna haar lichaam opgelost hebben in zuur.
De 'ndrangheta is bezig zich volop te ontwikkelen. Een van de ontwikkelingen is het zenden van kinderen naar universiteiten, waardoor men meer kennis heeft van het juridisch, bestuurlijk en economisch systeem en familieleden op hooggeplaatste posities kan krijgen.
Bij een grote internationale actie tegen de 'ndrangheta zijn op 5 december 2018 negentig mensen opgepakt. De internationale actie, genaamd operatie Pollino, vond plaats in Italië, Nederland, Duitsland en België. Bij de actie en aanhoudingen in Nederland zijn 140 kilo xtc-pillen, 3000 tot 4000 kilo cocaïne en circa 2 miljoen euro crimineel geld in beslag genomen.
In januari 2021 begon een megaproces tegen zeker 350 leden van de 'ndrangheta, onder wie één capo, Luigi Mancuso, ook 'De Oom', 'De Wolf' of 'De Dikke' genoemd.

## De 'ndrangheta in Nederland
Er zijn verscheidene 'Ndranghetisti gearresteerd in Nederland. Op 27 oktober 2005 werd Sebastiano Strangio gearresteerd in een Amsterdams café. Hij importeerde cocaïne vanuit Colombia. In juni 2006 werd zijn broer Francesco aangehouden, waarna hij in maart 2007 werd uitgeleverd aan Italië. Op 12 maart 2009 werd Giovanni Strangio opgepakt wegens vermeende betrokkenheid bij de zesvoudige moord in Duisburg op 15 augustus 2007. Op 20 augustus 2009 werd in Aalsmeer Gianluca R. gearresteerd. Hij werd sinds 2004 internationaal gezocht en hield zich schuil in Hoofddorp. Ook de minder bekende naam Siarlosa blijkt actief in Nederland te zijn met voornamelijk het witwassen van geld om zo in Nederland een voet aan de grond te krijgen. 
Tevens gebruikt men Nederland waarschijnlijk om geld wit te wassen, door te investeren in bouwprojecten en zo tevens voet aan de grond te krijgen. 
Op 10 maart 2012 bracht de Nederlandse recherche in een persbericht naar buiten dat ze het onderzoek naar de 'ndrangheta in Nederland gaan intensiveren. In een rapport over vier maffiaorganisaties (Cosa nostra, Camorra, 'ndrangheta en Sacra Corona Unita) noemt de Nederlandse rijksoverheid de 'ndrangheta als "de grootste, machtigste en meest internationaal georiënteerde" maffiaclan.
Op 7 september 2017 werd in Amsterdam op het Waterlooplein de 33-jarige Gioacchino B. van de Bellocco-clan opgepakt. Hij is de neef van Antonio Ascone, een clanleider uit Rosario. Gioacchino werd opgepakt, omdat hij onderdeel bleek te zijn van het netwerk dat cocaïne importeert vanuit Zuid-Amerika.

## Antimaffiaorganisaties
Er zijn de laatste jaren in Italië verschillende antimaffiaorganisaties ontstaan:
- Naar aanleiding van de moord op de regionale politicus Francesco Fortugno (16 oktober 2005) werd een antimaffiaorganisatie opgericht: Ammazzateci tutti.
- Na de moord door de 'ndrangheta op de ambtenaar Antonino Scopelliti werd in augustus 2007 de antimaffiastichting Antonino Scopelliti opgericht.
- De provincie Reggio Calabria, de Universiteit van Calabrië en de vereniging Antigone zijn in maart 2008 het project Museo della 'Ndrangheta gestart, om de negatieve werking van de maffia op de cultuur en kennis te bestrijden en bewustwording te creëren.